# Estácio de Sá

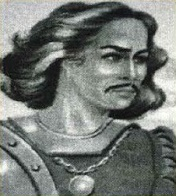
Estácio de Sá (1520 - 1567)

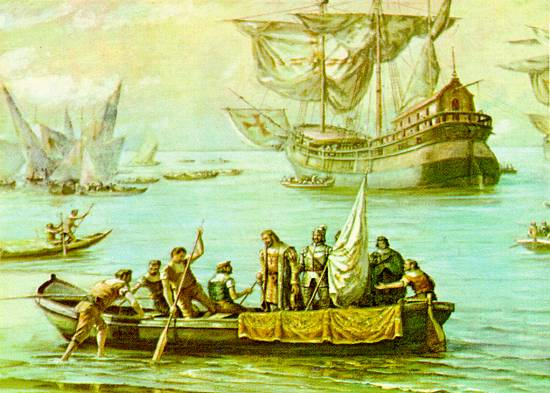
Benedito Calixto - Estácio de Sá i São Vicente, 1565

Estácio de Sá, född i Santarém, Portugal 1520, död 20 februari 1567 var sjökapten, grundade Rio de Janeiro och blev den första generalguvernören i delstaten Rio de Janeiro.

## Biografi
Estácio de Sá var son till Gonzalo Correia och Filipa de Sá och växte upp i staden Santarém. Han blev sjökapten och skickades 1563 till Salvador i Bahia med två galeoner. Hans morbror Mem de Sá (c. 1500-1572) var generalguvernör för kolonin Brasilien och hade fem år tidigare anfallit franska kolonister på Ilha de Villegagnon i Guanabarabukten.
Portugal hade med stöd av påve Alexander VI tilldelats allt land i öster om meridianen 45°V enligt Tordesillasfördraget 1494. Land väster om meridianen skulle tillfalla Spanien. Uppdraget till dessa länder var sprida kristendomen till de hedniska indianerna. England, Frankrike och Nederländerna accepterade inte påvens dekret.
1564 planerade Mem de Sá att driva ut alla franska kolonisatörer från Brasilien. Galeoner och soldater samlades vid São Vicente i provinsen São Paulo. Eskadern seglade söderut och in i Guanabarabukten. Den 1 mars 1565 grundade Estácio de Sá staden São Sebastião do Rio de Janeiro nära Sockertoppen. Han upprättade en bas för att bekämpa fransmännen. Det blev hårda strider för fransmännen hade allierat sig med indianer i området. Vid ett avgörande slag den 20 januari 1567 vid Uruçu-mirim, nuvarande Flamengo träffades de Sá av en pil i ögat som blir inflammerat och han dog den 20 februari.

## Eftermäle
Flera institutioner har uppkallats efter Estácio de Sá:
- Estácio, en förort till Rio de Janeiro
- Universitetet Estácio de Sá i Rio de Janeiro
- Sambaskolan Grêmio Recreativo Escola de Samba Estácio de Sá, folkmusikens vagga.
- Universidade Estácio de Sá Futebol Clube, en fotbollsklubb som ägs av universitetet.